# Педан Адольф Мелентійович
Педа́н Адо́льф Меле́нтійович (нар. 20 квітня 1936, м. Буринь — пом. 8 січня 1999, Київ) — український художник-мультипликатор.

## Життєпис
Народився в м. Буринь, нині Сумської області, в родині вчителів. Закінчив факультет графіки Львівського поліграфічного інституту (1967). З 1960 року — художник-мультиплікатор Творчого об'єднання художньої мультиплікації «Київнаукфільму».
Був членом Спілки кінематографістів України.

## Мультфільми
Брав участь у створенні стрічок:
- «Пригоди Перця» (1961)
- «П'яні вовки» (1962)
- «Пушок і Дружок» (1962)
- «П'яні вовки» (1962)
- «Супутниця королеви» (1962)
- «Заєць та їжак», «Золоте яєчко» (1963)
- «Непосида, М'якуш і Нетак» (1963)
- «Веселий художник» (1963)
- «Водопровід на город»
- «Невмивака»
- «Лелеченя» (1964)
- «Микита Кожум'яка» (1965)
- «Життя навпіл»
- «Зелена кнопка» (1965)
- «Чому у півня короткі штанці» (1966)
- «Осколки» (1966)
- «Злісний розтрощувач яєць» (1966)
- «Легенда про полум'яне серце»
- «Як козаки куліш варили» (1967)
- «Опудало»
- «Пригоди козака Енея»
- «Як козак щастя шукав»
- «Казка про місячне світло» (1968)
- «Марс ХХ» (1969)
- «Кит і кіт‎‎» (1969)
- «Котигорошко»
- «Казка про доброго носорога»
- «Журавлик» (1970)
- «Про смугасте слоненя» (1971)
- «Моя хата скраю» (1971)
- «Як козаки наречених визволяли» (1973)
- «Була у слона мрія» (1973)
- «Салют» (1974)
- «Як козаки сіль купували» (1975)
- «Казка про жадібність» (1976)
- «Пригоди капітана Врунгеля»
- «Як козаки олімпійцями стали» (1978)
- «Як козаки мушкетерам допомагали» (1979)
- «Люлька миру» (1979)
- «Каштанка» (1980)
- «Одного разу я прийшов додому» (1980)
- «Аліса в Країні чудес» (1981),
- «Енеїда» (1991)
- «Круглячок» (1992)
- «Як козаки у хокей грали» (1995) та ін.